# Internationale Kochkunst Ausstellung

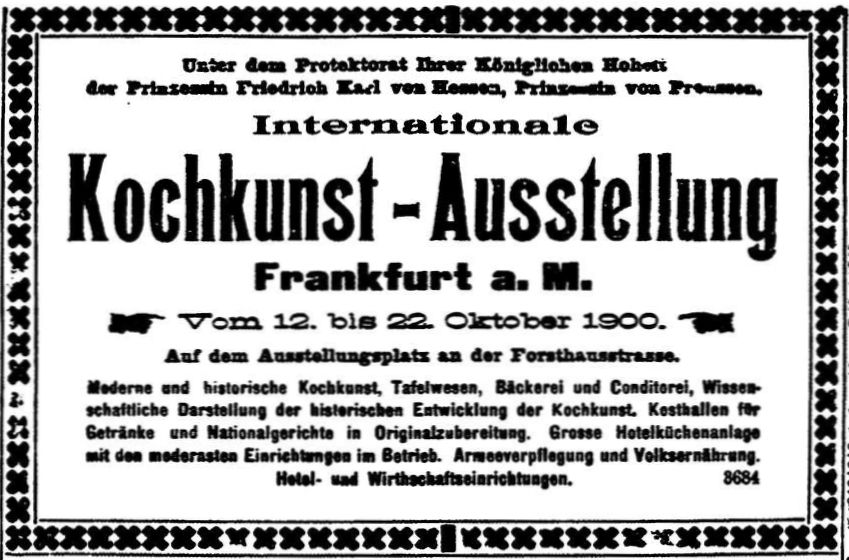
Oznámení o konání prvního ročníku IKA

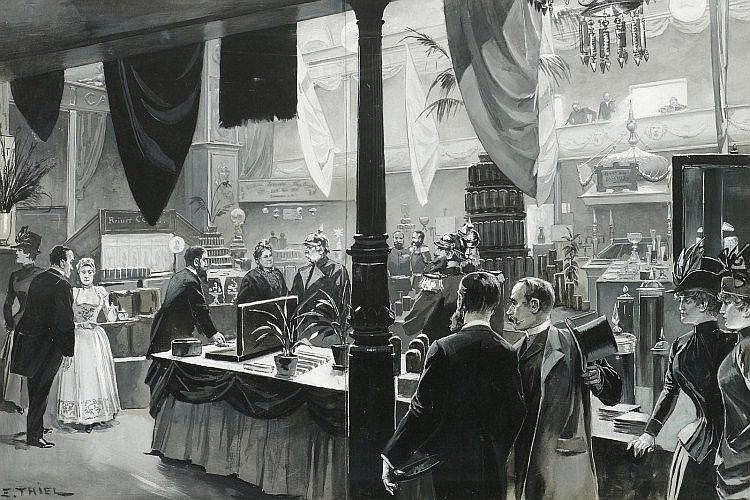
Slavnostní otevření prvního ročníku IKA

Internationale Kochkunst Ausstellung (IKA) přezdívaná jako Kuchařská olympiáda je mezinárodní kulinářská soutěž konající se každé čtyři roky. Pořádá ji Verband der Köche Deutschlands. Zatím poslední soutěž se konala v roce 2016.
Nápad vznikl v roce 1896, kdy se skupina německých kuchařů snažila podpořit německou kuchyni ve světě. První soutěž se konala v roce 1900 ve Frankfurtu a účastnily se ho čtyři národy. Do roku 1996 se každá soutěž konala ve Frankfurtu, poté byla přesunuta do Berlína. Od roku 2000 se koná v Erfurtu. Další soutěž se bude v roce 2020 konat od 14. do 19. února 2020 ve Stuttgart paralelně s oborovým veletrhem Intergastra.
V roce 2016 na soutěži získal český tým dvě bronzové medaile.